# 1895 في فرنسا
فيما يلي قوائم الأحداث التي وقعت خلال عام 1895 في فرنسا.

## سياسة

### تعيين في المنصب
- 17 يناير – فيليكس فور رئيس فرنسا.
- 26 يناير – ريمون بوانكاريه Minister of National Education  [لغات أخرى]‏.

### انتهاء فترة المنصب
- 16 يناير – جان كازيمير بيرييه رئيس فرنسا.
- 1 نوفمبر – ريمون بوانكاريه Minister of National Education  [لغات أخرى]‏.

## ظهور
- 1 يناير – الجزيرة العائمة رواية من تأليف جول فيرن.

## كتب
من الكتب التي صدرت هذه السنة في فرنسا:
- 1 يناير – الجزيرة العائمة من تأليف جول فيرن.

## مواليد

### فبراير
- 26 فبراير – وليام لورينتز لاعب كرة مضرب فرنسي.
- 28 فبراير – مارسيل بانيول

### مارس
- 4 مارس – إدوارد باومان لاعب كرة قدم فرنسي.
- 9 مارس – جوزيف مولر درّاج طريق فرنسي.
- 28 فبراير – مارسيل بانيول
- 28 مارس – كريستيان هيرتر سياسي أمريكي.
- 30 مارس – جان جيونو كاتب فرنسي.

### مايو
- 11 مايو – جاك برونون لاعب كرة مضرب فرنسي.
- 23 مايو – مارك شادورن كاتب فرنسي.
- 28 مايو – رودولف مينكوفسكي عالم فلك أمريكي.

### أغسطس
- 8 أغسطس – تراس

### سبتمبر
- 18 سبتمبر – جين باتميل لاعب كرة قدم.
- 24 سبتمبر – أندريه كورنان

### أكتوبر
- 31 أكتوبر – ليدل هارت

### ديسمبر
- 14 ديسمبر – بول إيلوار شاعر فرنسي.

## وفيات

### يناير
- 3 يناير – الكسندر بيدا (مواليد 1813) رسام فرنسي.
- 29 يناير – تشارلز جيرارد (مواليد 1822)

### مارس
- 2 مارس – بيرت موريسو (مواليد 1841) رسامة فرنسية.

### يوليو
- 19 يوليو – هنري ارنست بيون (مواليد 1827) عالم نبات فرنسي.

### سبتمبر
- 28 سبتمبر – لويس باستور (مواليد 1822)

### نوفمبر
- 24 نوفمبر – برتلمي سنت هيلار (مواليد 1805)
- 27 نوفمبر – ألكسندر دوما (مواليد 1824)

### ديسمبر
- 31 ديسمبر – جان ماري دولافي (مواليد 1834) عالم نبات فرنسي.